# 羽生氏熟
羽生 氏熟（はにゅう うじなり、1849年4月7日〈嘉永2年3月15日〉- 1932年〈昭和7年〉1月9日）は、日本の殖産家、政治家。第2代秋田市長。旧出羽国久保田藩の右筆 であった。歌人としては、眠鶴と号した。

## 人物略歴
嘉永2年（1849年）3月15日、久保田城下（現、秋田県秋田市）に生まれる。若くして久保田藩の右筆を務めた。明治維新後、太政大臣に士族授産を建議し、容れられて明治12年（1879年）、秋田県に秋成社をおこした。以後、帰農した130名の士族とともに秋田県河辺郡大張野の開拓に従事し、養蚕や機業を奨励し、さらに養蚕所や農学校を開設した。一方で、同県南秋田郡将軍野の開拓にもたずさわっている。
明治14年（1881年）8月13日、気吹舎の門人であった小谷部甚左衛門らが、秋田市日吉八幡神社境内に平田篤胤を祀る「平田神社」の創建を秋田県令石田英吉に願い出ているが、氏熟もそれに名を連ねた。平田神社は、今日の彌高神社にあたる。
明治23年（1890年）、久保田城址が陸軍省から旧藩主佐竹氏に払い下げられ、うち本丸・二の丸部分は秋田市が佐竹氏から借り受け、公園とすることが決まった。これが現在の千秋公園であるが、明治25年（1892年）、氏熟らの「有終会」は、桜の苗木1170株を公園に植栽するため、市に寄贈している。
明治28年（1895年）7月16日、第2代秋田市長に就任した。同年11月22日、市長を辞任。
明治35年（1902年）、秋成社解散ののち、秋田県勧業課長、第四十八国立銀行取締役、秋田電気取締役などを歴任し、地方の産業発展のため力を尽くした。
大正元年（1912年）10月、氏熟は、安政から慶応にかけて（1855年 - 1867年）、久保田藩士であった平田銕胤・延胤（当時はすでに2人とも故人）が京都・江戸に奔走し、国事秘密を探偵して藩主佐竹義堯に奉じた自筆報告の書である『風雲秘密探偵録』（東京大学史料編纂所所蔵）の序文を書いている。
昭和7年（1932年）1月9日死去。84歳。